# XIe siècle en architecture
Xe siècle en architecture - XIe siècle - XIIe siècle en architecture
Cet article concerne les événements concernant l'architecture qui se sont déroulés durant le XIe siècle :
voir aussi :
autres événements survenus au XIe siècle et la  
chronologie de l'architecture.

## Événements
- Vers 1000 : diffusion du décor dit « à bandes lombardes » à travers les pays de la Méditerranée occidentale et d’Europe centrale. Il accompagne le développement de l'architecture religieuse romane (architecte lombard Guillaume de Volpiano)[1].
- 1009-1028 : le roi du Viêt Nam Lý Thái Tổ construit de nombreux temples bouddhistes dans sa capitale Hanoi et son royaume[2].
- Vers 1050-1150 : généralisation de l’art roman en Europe occidentale[3].
- Après 1066 : pour asseoir leur autorité en Angleterre, les Normands construisent d’énormes châteaux (Winchester, Norwich, Lincoln, Durham, York, Newcastle upon Tyne)[4] et reconstruise les cathédrales (Durham, Ely)[5], la Tour de Londres et la grande salle de Westminster qui est alors le plus vaste bâtiment d’Europe.

## Réalisations

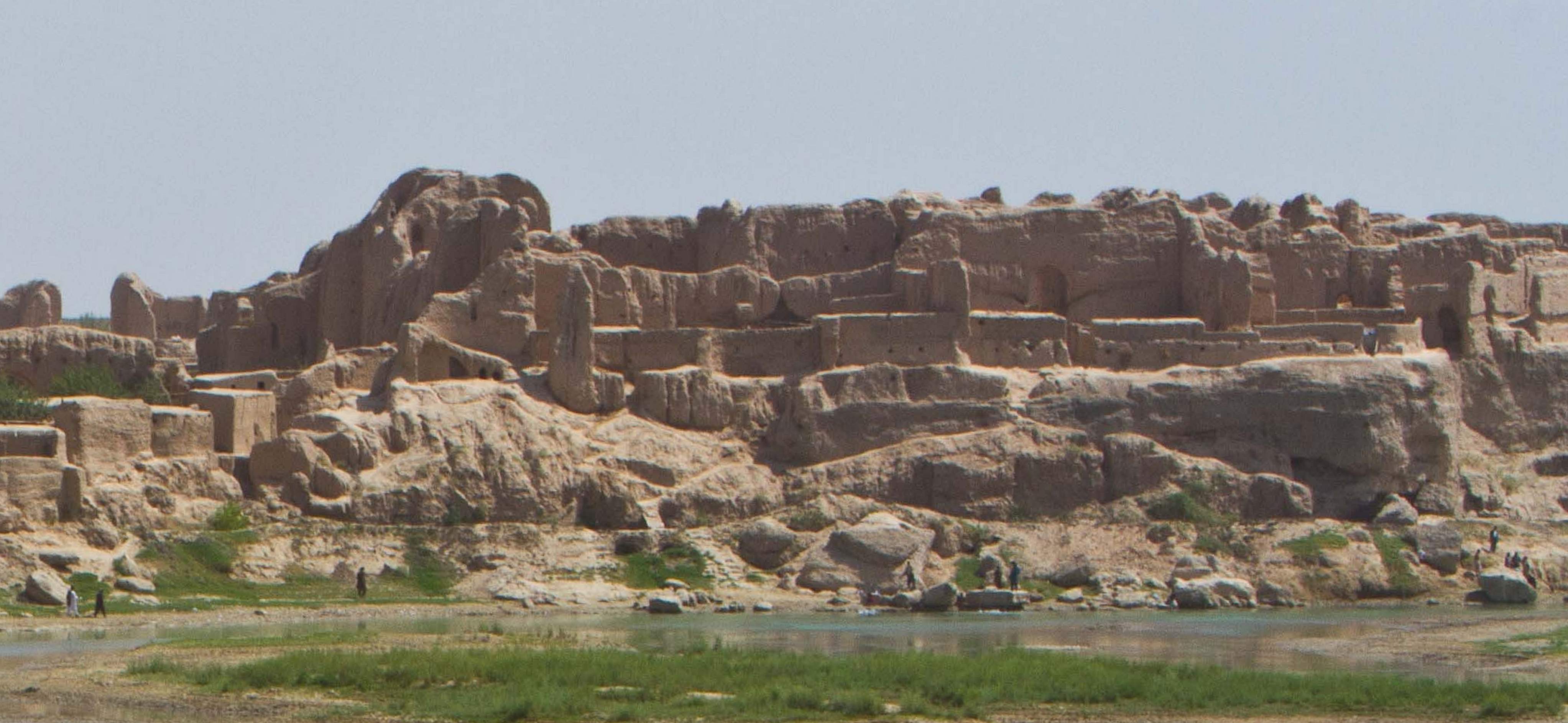
Ruines de Lashkari Bazar.

- Vers 998-1030 : Mahmûd de Ghaznî édifie les complexes palatiaux de Ghaznî et de Lashkari Bazar[6].
- Vers 1000-1194 : reconstruction du centre culturel de Chichén Itzá, mélangeant les styles maya et toltèque (pyramide de Quetzalcoatl, jeu de balle rituel)[7].
- Vers 1002-1050 : construction du temple-montagne à galerie de Phimeanakas à Angkor sous le règne de Suryavarman Ier[8].
- Vers 1003-1010 : en Inde, le roi Chola Rajaraja fait construire le Temple de Brihadesvara de Tanjavûr (Tanjore), dédié à Shiva, de type pyramidal sculpté. Il est consacré en 1010[9].
- 1013 : achèvement de la grande mosquée d'Al-Hakim au Caire (construite de 990 à 1013)[10].
- 1014 :  construction du monastère bouddhique de Toling au Tibet[11].
- 1017 : édification de la grande mosquée d'Ardébil en Iran[12].
- 1017-1022 :  construction du Hōjō-ji, temple bouddhique prés de la capitale Heian-kyō au Japon[13].
- 1025-1050 : construction du temple de Kandariya Mahadeva à Khajurâho, de style nagara, en Inde[14].

- 1031-1045 : en Inde, construction du temple de Vimala, premier des temples jaïna du mont Âbû, en l’honneur du premier Tîrthankara[15], marquant l’apogée du style solankî (XIe – XIIIe siècles).
- 1044 : édification de la pagode du pilier unique (Mot Côt) à Hanoï au Viêt Nam[16].
- 1049 : construction à Kaifeng en Chine, près du temple bouddhique Youguo de la pagode de fer (Tie ta) après la destruction d'une pagode en bois par le feu en 1044[17].
- 1055 : construction de la pagode Liaodi du temple Kaiyuan à Dingzhou, province de Hebei, haute de 84 mètres[18].
- 1056 : construction de la pagode octogonale en bois du temple Fogong dans le Shanxi, haute de 67,31 m, la plus ancienne pagode en bois de Chine[19].
- 1057-1059 : construction par le roi d'Anawrahta des pagodes Shwesandaw (1057[20]) et Lawkananda (1059) à Bagan en Birmanie[21].
- 1059-1090 : construction de la pagode Shwezigon à Nyaung U, près de Bagan[20].
- Vers 1060 : construction du temple-montagne du Baphûon à Angkor[22].
- Vers 1070 : construction à Hanoï du Temple de la Littérature (Văn Miếu) en l'honneur de Confucius[23].
- 1077 : au Japon, l'empereur Shirakawa fait construire le temple Hosshō-ji à Heian-kyō. Il comprend une tour octogonale de neuf étages haute d'environ 80 mètres. Il est le plus célèbre bâtiment du Japon pendant la période de Heian (brûlé en 1342 et n'est pas reconstruit)[24].
- 1080-1107 : début de la construction du temple bouddhique de Prasat Hin Phimai par Jayavarman VI, roi d'Angkor[25].
- 1086-1089 : reconstruction et transformation de la grande mosquée d'Ispahan ( Masjid-e-Jāmeh, la mosquée du Vendredi) par Nizam al-Mulk puis Taj al-Mulk, vizirs du Seldjoukide Malik Shah Ier[26].
- Vers 1090 : construction du temple à trois étages de Nagayon dans le village de Myinpagan près de Bagan en Birmanie[27].
- 1091-1092 : construction de la mosquée de Diyarbakır en Turquie[28].
- 1091 : construction du Temple de l'Ananda à Bagan en Birmanie, sous le règne de Kyanzittha, chef-d'œuvre avec ses 4 statues de Bouddha debout[29].

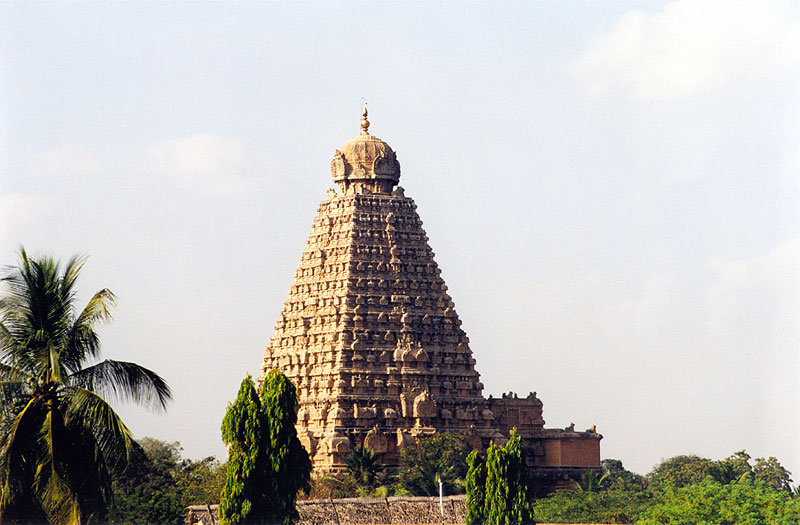
Temple de Brihadesvara.
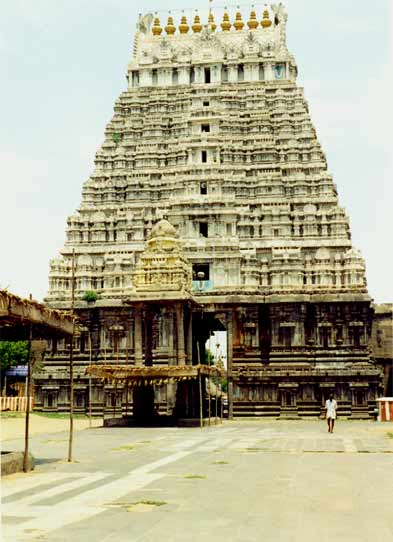
Entrée d'un temple de Vishnu
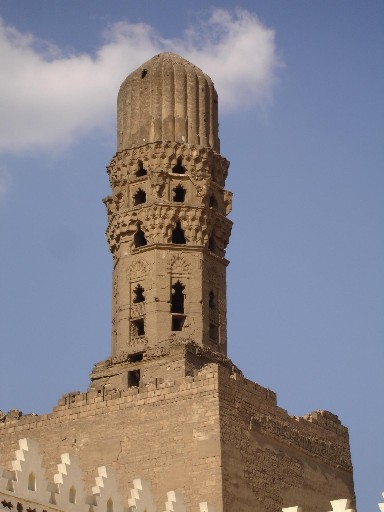
Mosquée d'Al-Hakim au Caire.
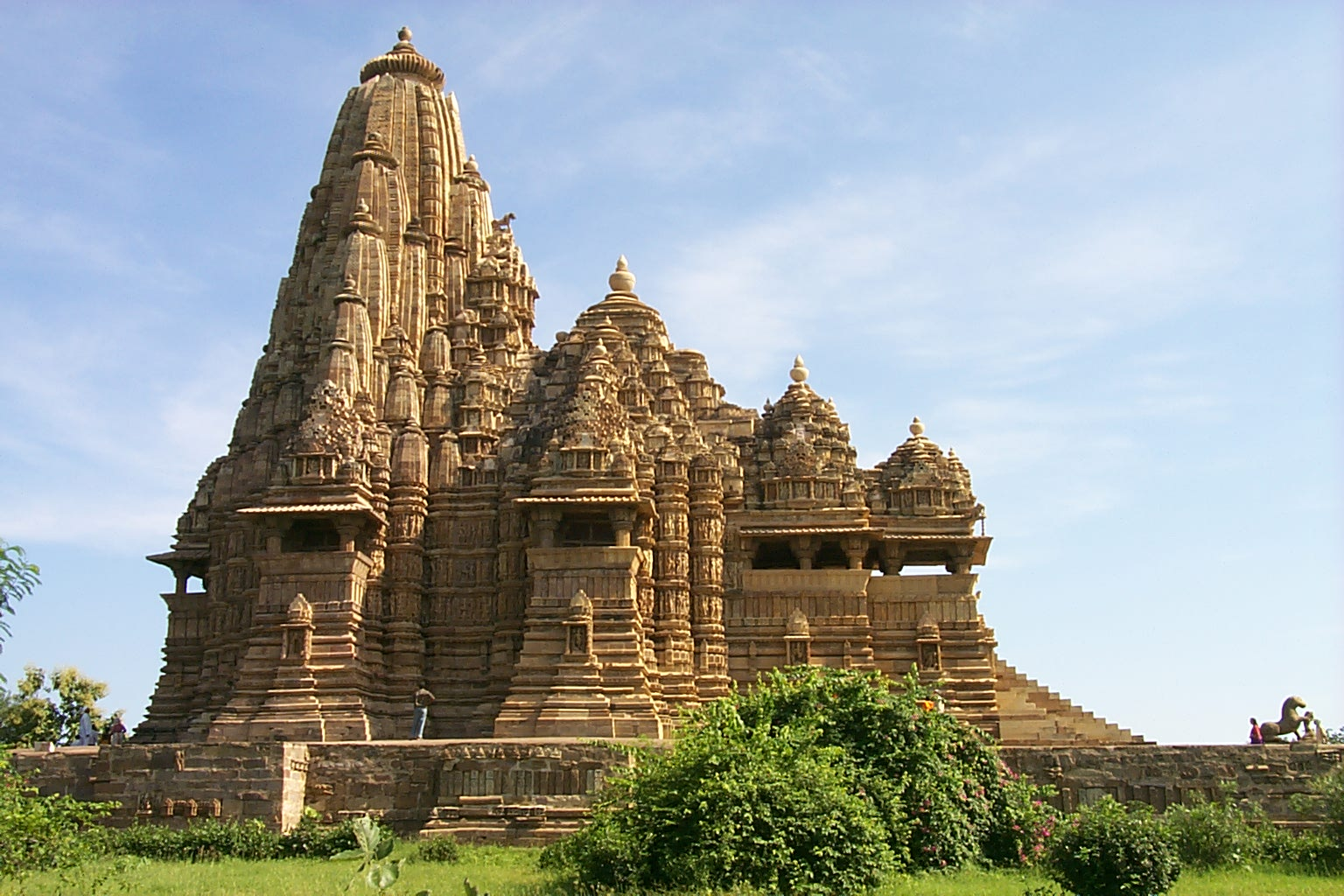
Temple de Kandariya Mahadeva à Khajurâho.
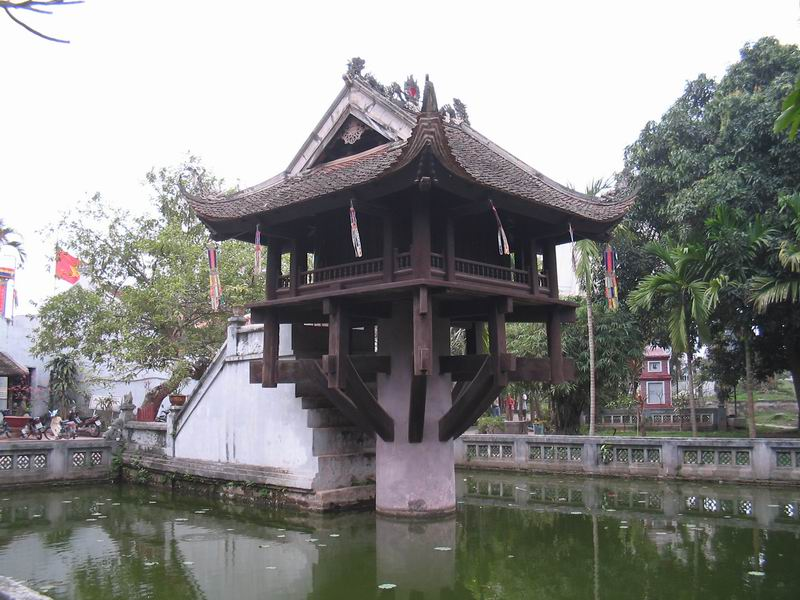
Pagode du pilier unique.
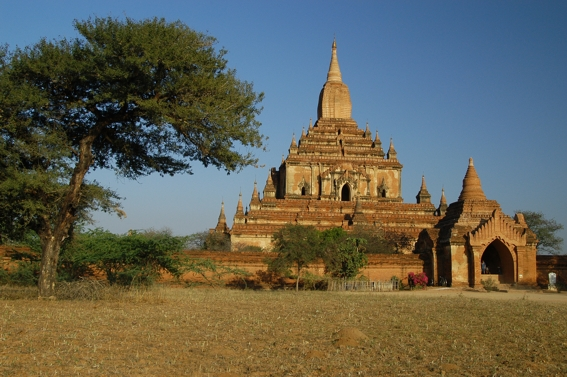
La pagode Shwesandaw à Bagan
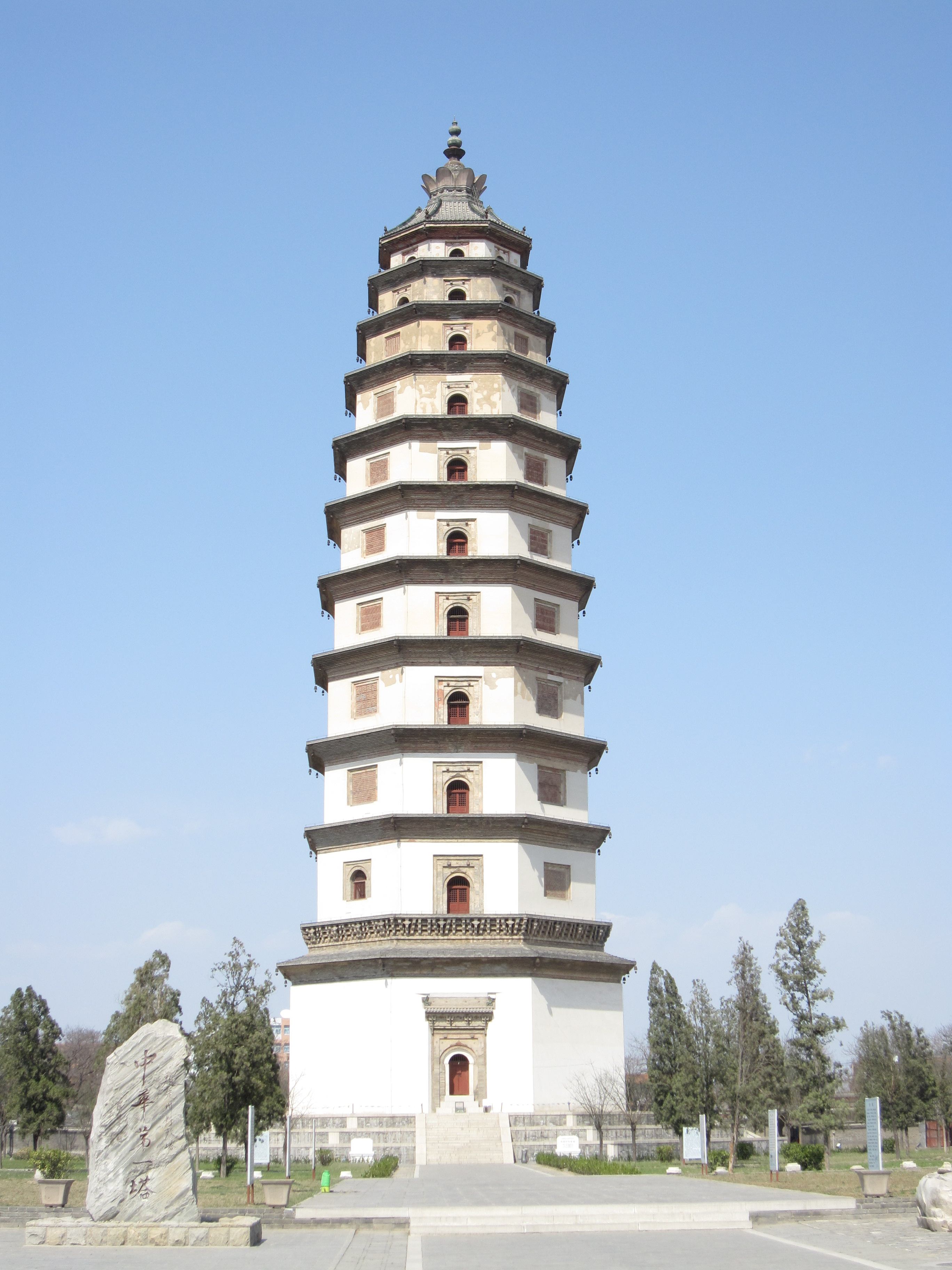
Pagode Liaodi du Temple Kaiyuan.
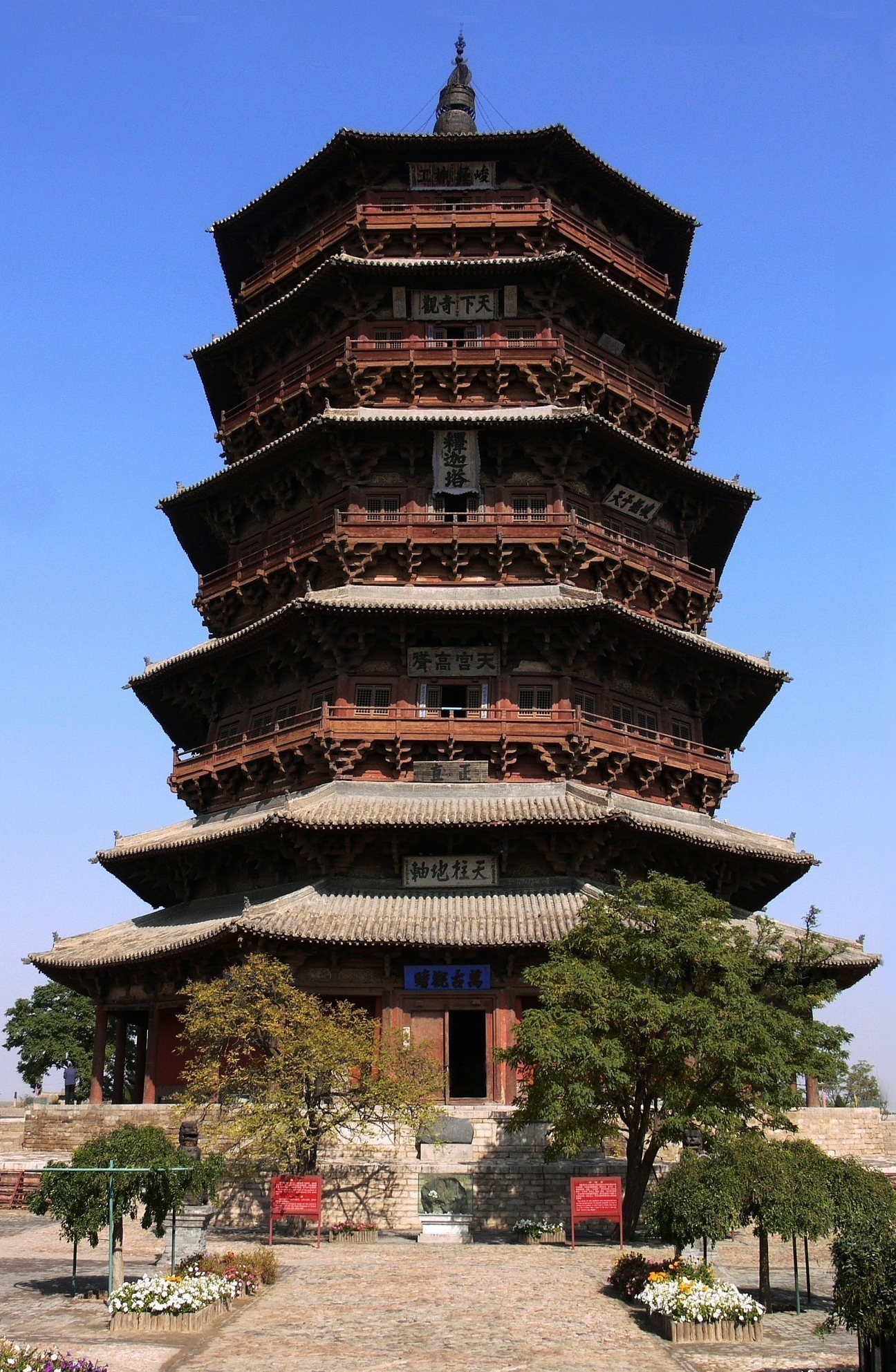
Pagode en bois du temple Fogong.
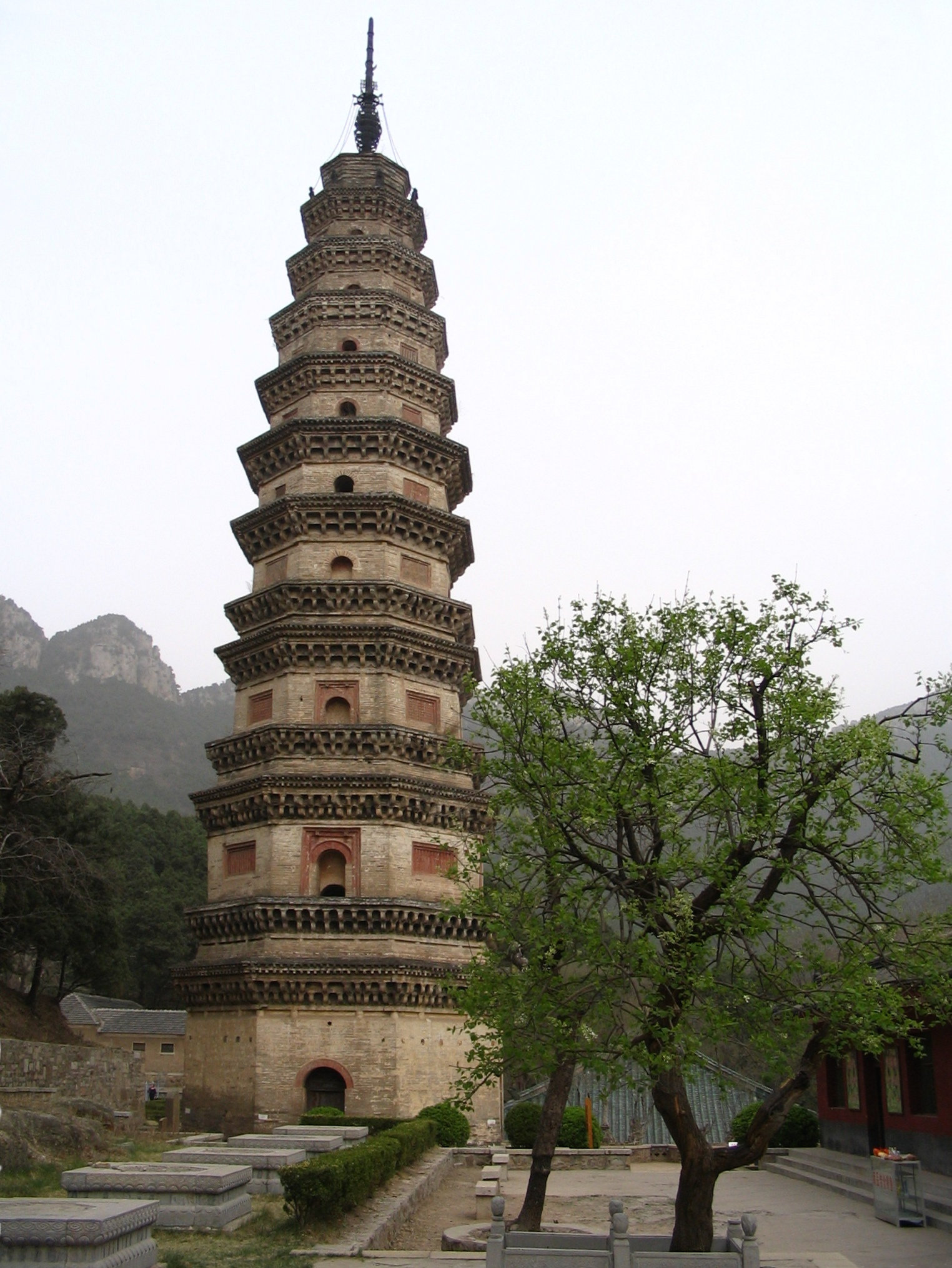
Pagode Pizhi du temple Lingyan à Changqing, dans le Shandong, construite entre 1056 et 1063.
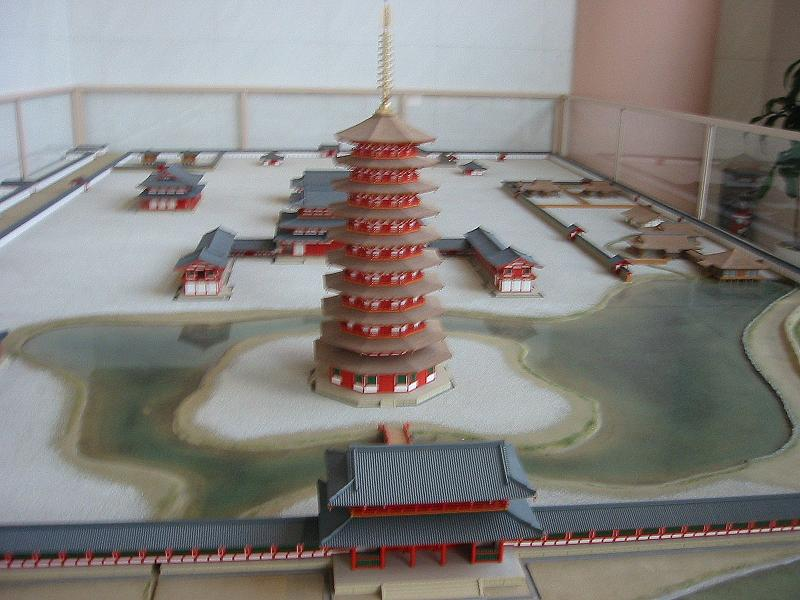
Reconstitution du Hosshō-ji.
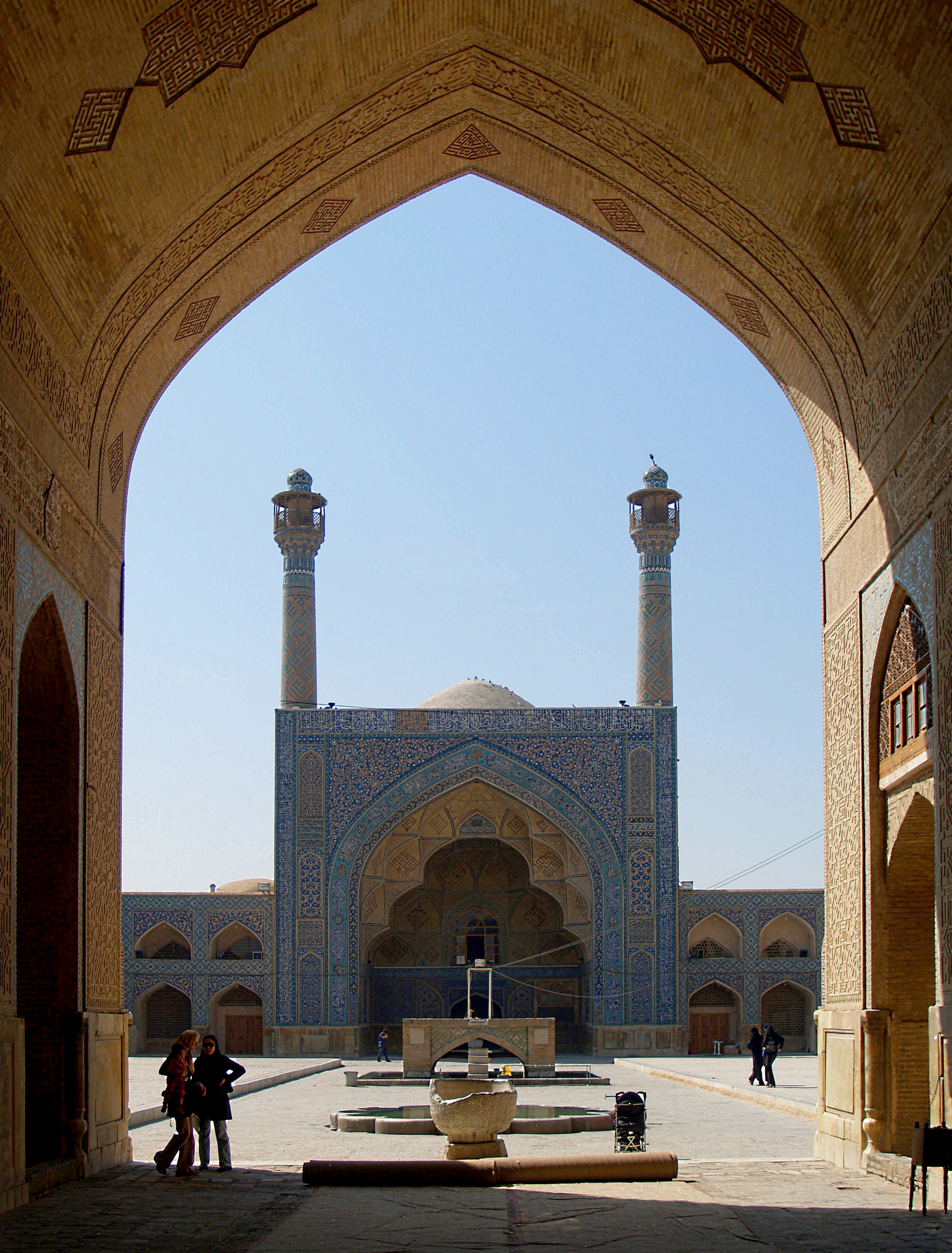
Grande mosquée d'Ispahan.
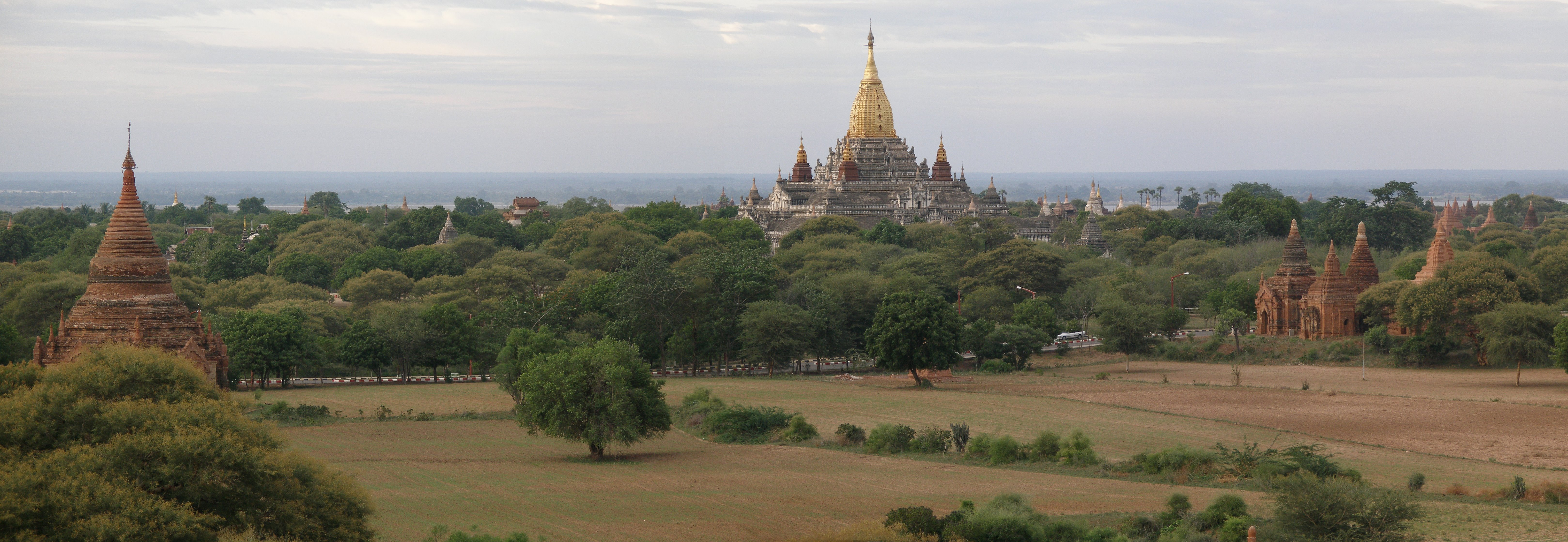
Temple de l'Ananda.

### Europe
- Vers 1000 : Aubrée, épouse de Raoul d'Ivry, comte de Bayeux, demande à l'architecte Lanfroy, bâtisseur du donjon de Pithiviers pour construire un donjon à Ivry[30]
- 1001-1018 : Guillaume de Volpiano fait construire de l'abbatiale romane de Saint-Bénigne de Dijon[31] et l'abbaye de Fruttuaria dans le Piémont (1003-1007).
- 1001-1009 : construction de l'abbaye Saint-Martin du Canigou[32].
- 1007-1019 : reconstruction de l’abbatiale Saint-Philibert de Tournus, une des premières de style roman en Bourgogne[1].
- Entre 1005 et 1007 : le comte d'Anjou Foulque Nerra fonde l'abbaye de Beaulieu-lès-Loches[33].
- 1010-1033 : construction de l'abbaye de Saint-Michel de Hildesheim en Allemagne[34].
- 1009-1012 : construction de la première cathédrale de Bamberg[35].
- 1013-1035 : construction du donjon de Loches par Foulques Nerra, comte d'Anjou[36].
- 1014 : l'abbé Morard (mort en 1014) achève la reconstruction de l'abbatiale de Saint-Germain-des-Prés à Paris[37].
- 1017 : consécration de la troisième cathédrale d’Angoulême[38], construite par l'évêque Grimoard, également abbé de Brantôme, en partie grâce aux revenus qui lui venaient de l’abbaye.
- 1019 : consécration de la cathédrale de Bâle détruite par les Hongrois[39].

- 1023-1034 : construction de l'abbatiale du Mont-Saint-Michel [40].
- 1024 : début de la construction d'une digue protégeant les marais de Dol-de-Bretagne (digue de la Duchesse-Anne)[41].

- Après 1026 : Gauzlin, abbé de Saint-Benoît-sur-Loire (1004-1030) entreprend d’élever la tour-porche en avant de l’église qui évoque la Jérusalem céleste, décrite dans l’Apocalypse comme une cité carrée à douze portes[42]. L'abbaye est entièrement reconstruite après son incendie en 1026.

- Vers 1027/1040-1066  : reconstruction de l'abbaye de Jumièges[43].
- 1033-1038 : construction par Mstislav de l’église de la Transfiguration-du-Sauveur à Tchernihiv, la plus ancienne qui subsiste en Ukraine[44]. Il y est enterré en 1036[45].
- 1037-1041 : construction de l’église Sainte-Sophie à Kiev[45].
- 1041-1065 : première campagne de construction de l'abbatiale Sainte-Foy de Conques par l'abbé Odolric[46].
- 1045-1052 : construction de l’église Sainte-Sophie à Novgorod [47].

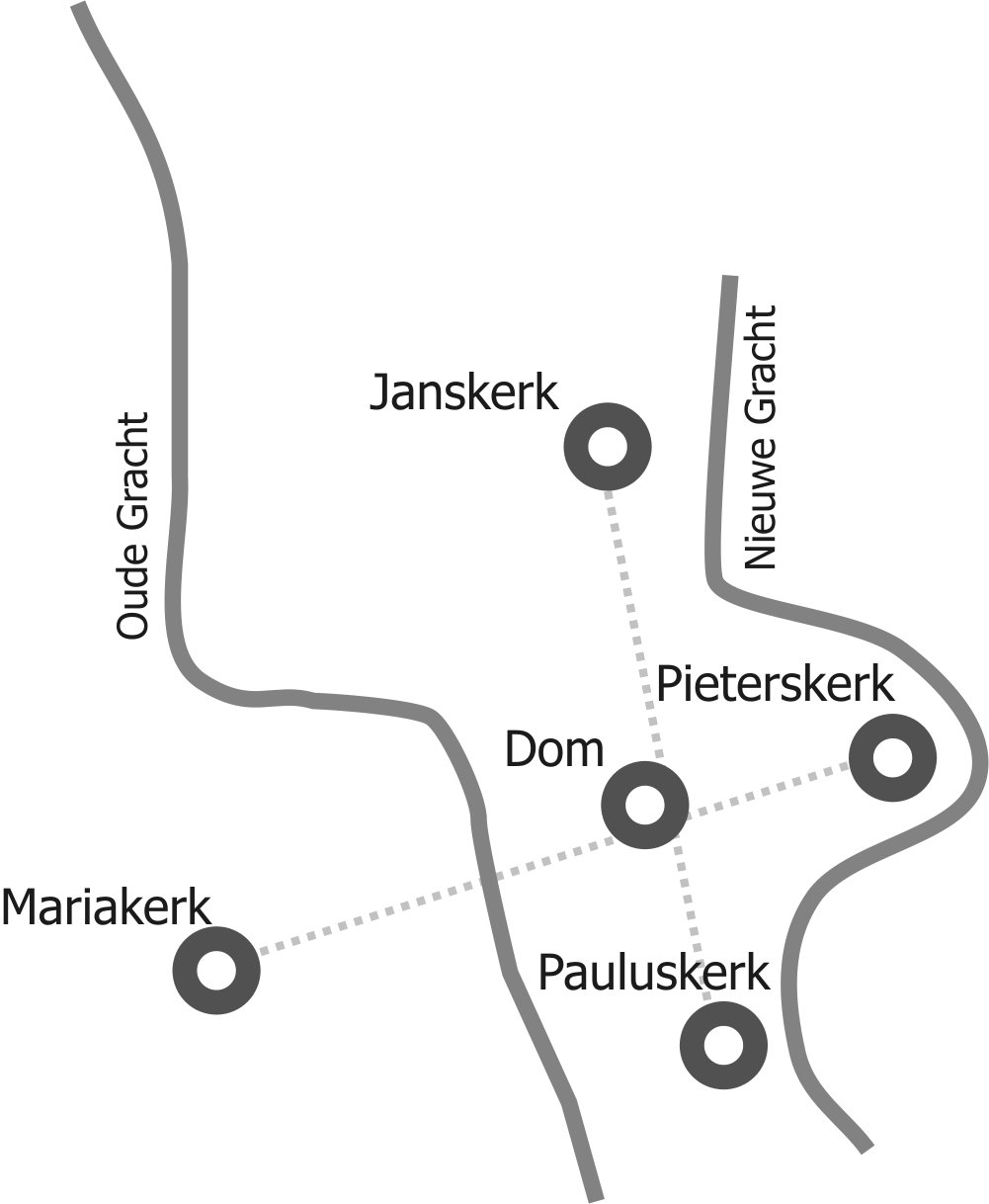
La « croix de Bernold » à Utrecht.

- 1er mai 1048 : consécration de l'église Saint-Pierre à Utrecht par évêque Bernulf (Bernold) ; avec les églises Sainte-Marie à l'Est, Saint-Jean au Nord et Saint-Paul au Sud, elle marque l'axe oriental d'une croix d'église (Kerkenkruis (en)) construite autour de la cathédrale Saint-Martin achevée en 1023[48]. L’école cathédrale devient l’un des principaux centres intellectuels de l’empire germanique[49].

- 1049 : consécration de Saint-Hilaire le Grand de Poitiers, église romane avec coupole[50].
- 1052-1053 : construction de l’église des Saints-Romain-et-David à Vychgorod, pour y abriter les restes de Boris et Gleb[45].
- 1062-1083 : construction de l’Abbaye aux Dames à Caen[51].
- 1066 : début de la construction de l'église romane Saint-Étienne de l’abbaye aux Hommes à Caen[51].
- 1063 : début de la construction de la cathédrale de Pise par l'architecte Buscheto[52].
- 1063 ou 1071 : début de la construction de la basilique Saint-Marc à Venise (consacrée en 1094)[53].
- 1065 : 
  - consécration de l'abbaye de Westminster construite par Édouard le Confesseur[54].
  - consécration de l'église Sainte-Marie-du-Capitole à Cologne, au plan tréflé[55] (mentionnée pour la première en 965 dans une donation de l'archevêque Brunon[56]).

- Vers 1070 :
  - Guillaume, abbé de Saint-Benoît-sur-Loire (1067-1080) entreprend la construction du chevet, terminé au début du XIIe siècle[57].
  - fondation du monastère Saint-Michel-de-Vydoubitch au sud de Kiev[45].
  - achèvement du monastère des Grottes à Kiev[45].
- 1070-1077 : la Cathédrale de Canterbury, détruite par un incendie en 1067, est reconstruite par Lanfranc, premier archevêque normand de la ville[58].
- 1070-1300 : construction de la cathédrale de Nidaros à Trondheim[59].
- Vers 1075 : début de la construction de la cathédrale de Saint-Jacques-de-Compostelle (fin en 1128)[60].
- 1078-1097 : construction de la tour de Londres en Angleterre[61].
- 1079-1093 : construction de la cathédrale de Winchester en Angleterre sous l'évêque Vauquelin[62].
- 1080-1118 : début de la construction de la basilique romane de Saint-Sernin de Toulouse[63].
- 1080-1120 : construction de l’église romane Sankt-Pers (Saint-Pierre) à Sigtuna (Suède)[64].
- 1088-1130 : début de la construction de l’église de Cluny III. Longue de 183 m, elle est pourvue de 15 tours et clochers.
- 1089 : achèvement de la cathédrale Saint-Michel de Pereïaslav, ville avant-poste des Russes dans la steppe[45],[65].

- 1093-1104 : réalisation à la cathédrale de Durham en Angleterre des premières voûtes d'ogives[66].
- 1093-1156 : construction de l'abbatiale de Maria Laach en Rhénanie-Palatinat[67].
- 1097-1098 : construction à Londres de la salle du Palais de Westminster (Westminster Hall)[68].

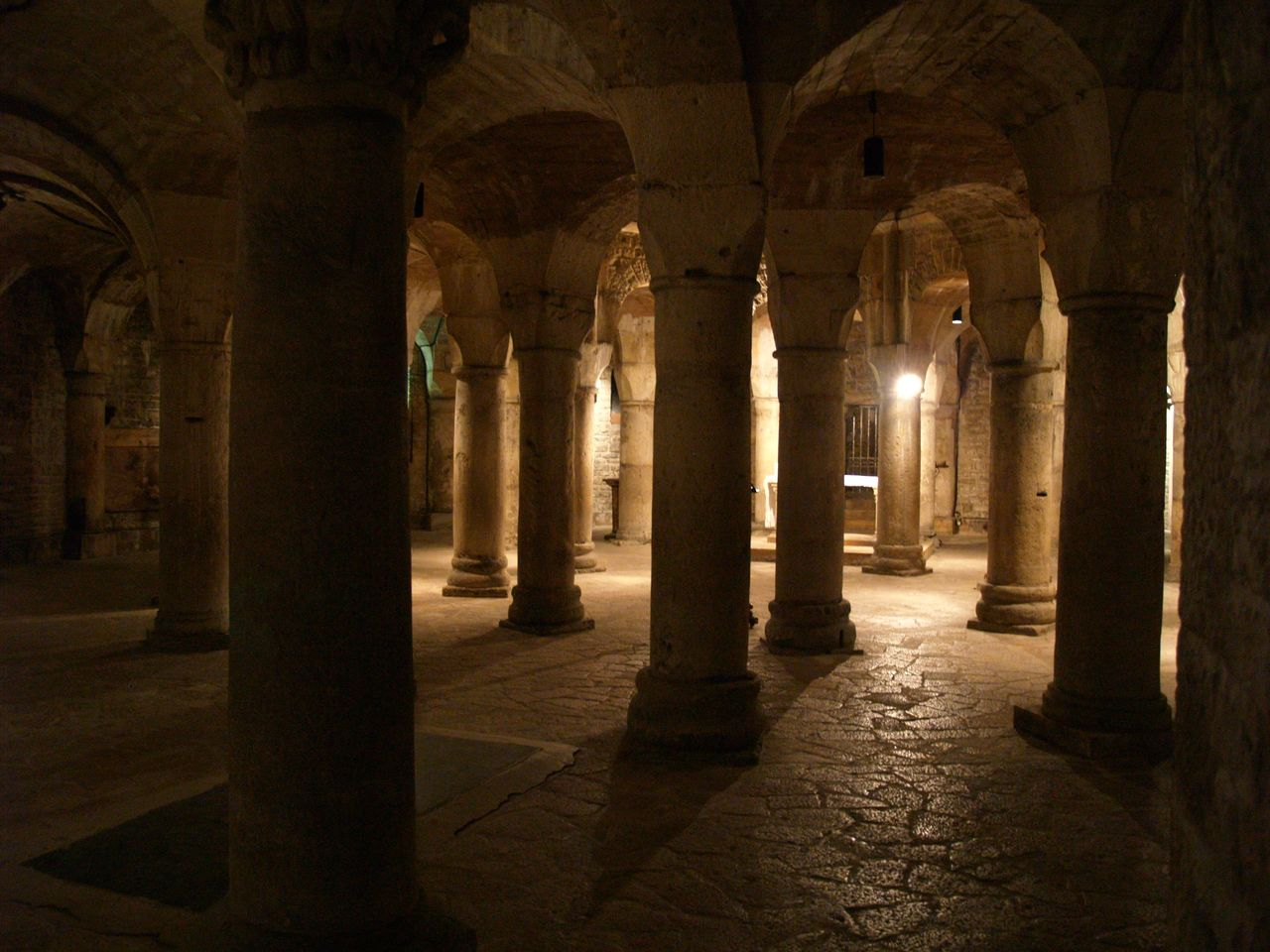
Crypte de la cathédrale Saint-Bénigne de Dijon.
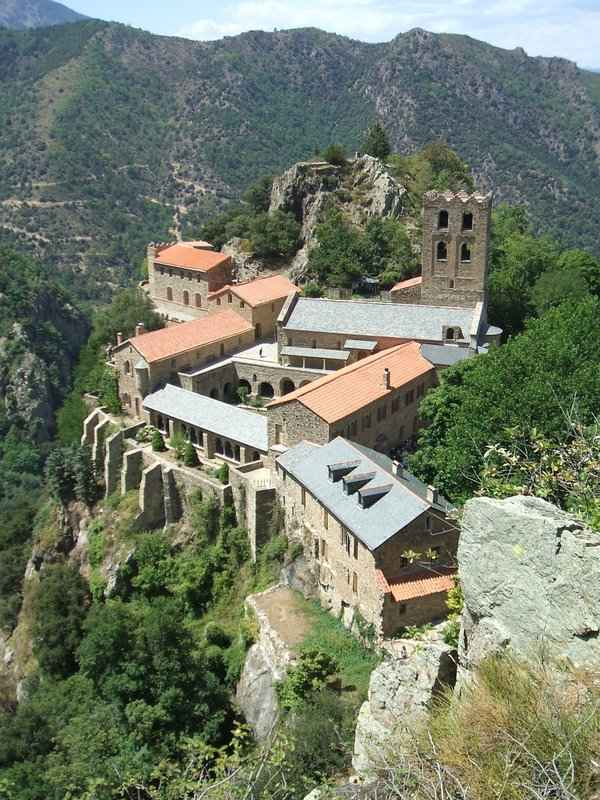
Abbaye Saint-Martin du Canigou.
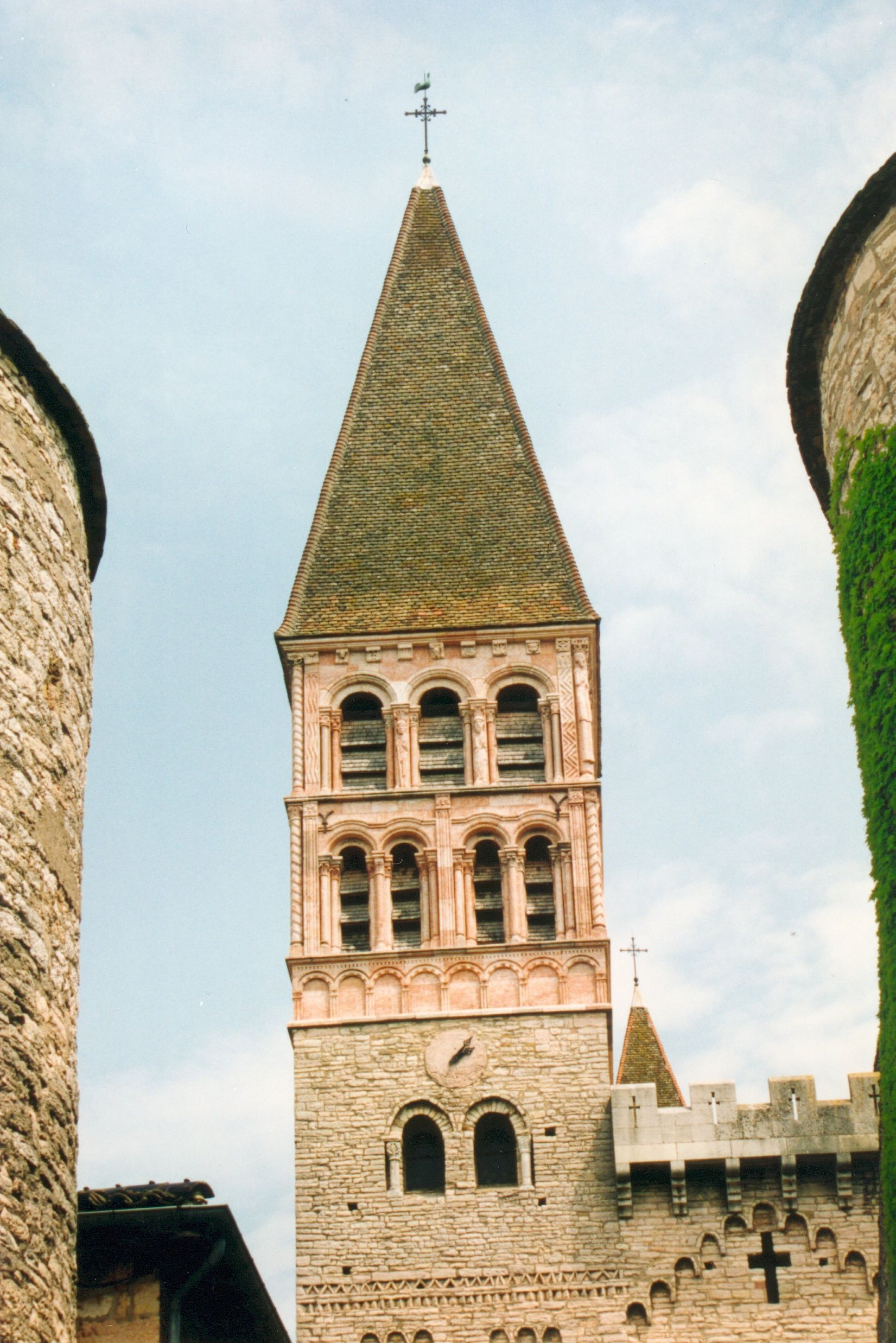
Abbaye Saint-Philibert de Tournus.
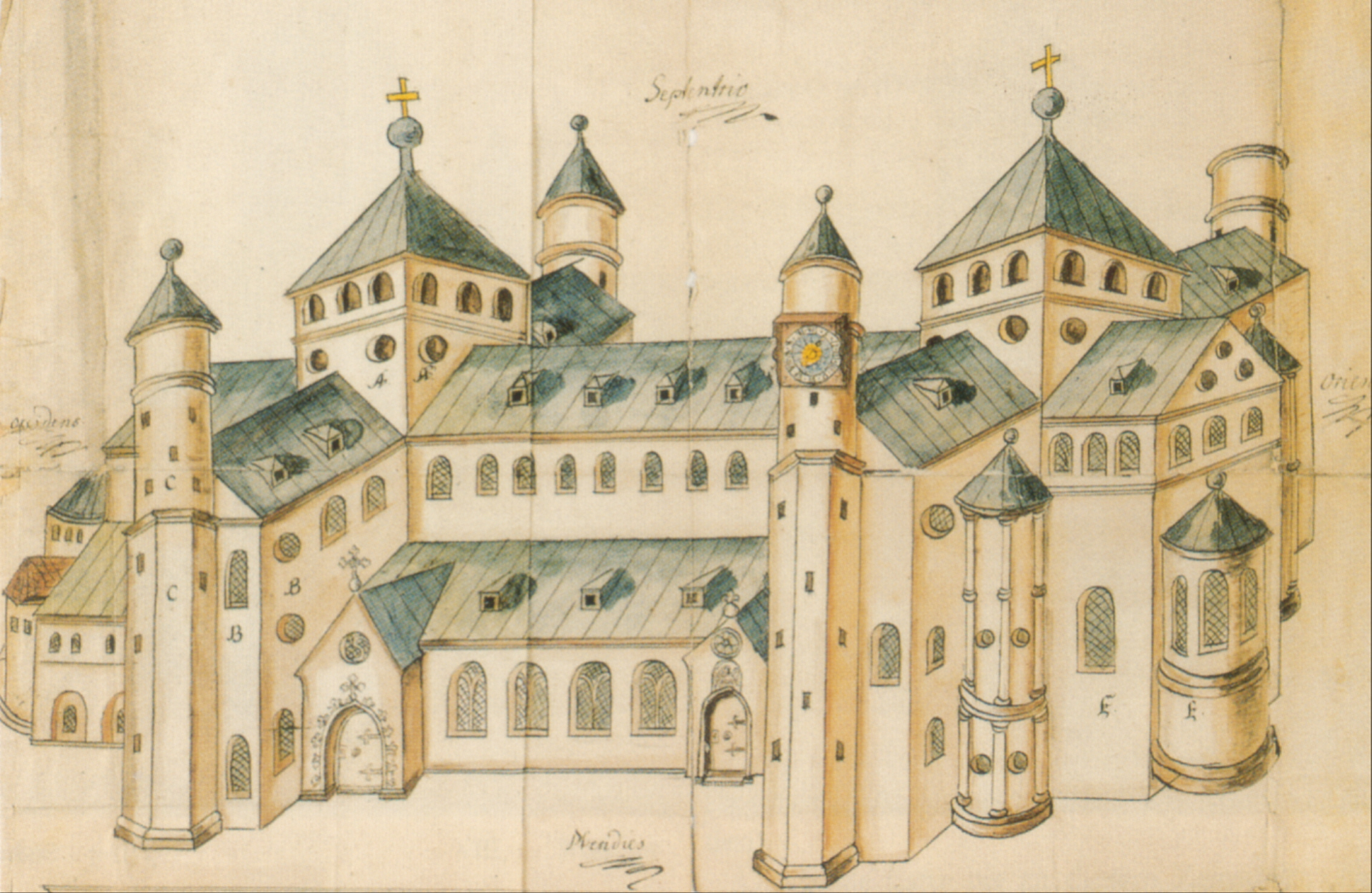
Église Saint-Michel de Hildesheim, dessin de 1662.
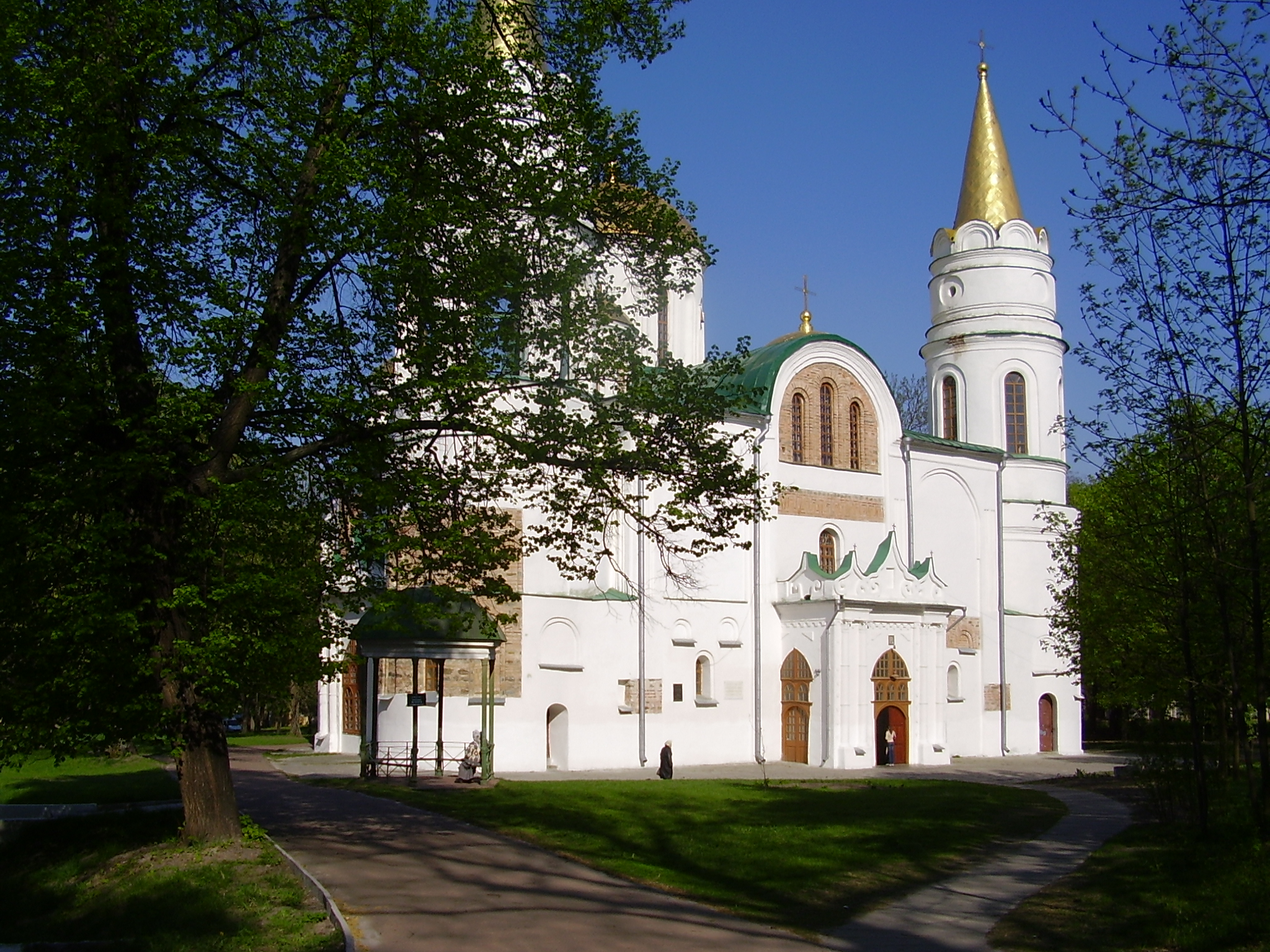
Cathédrale de la Transfiguration du Sauveur à Tchernigov.
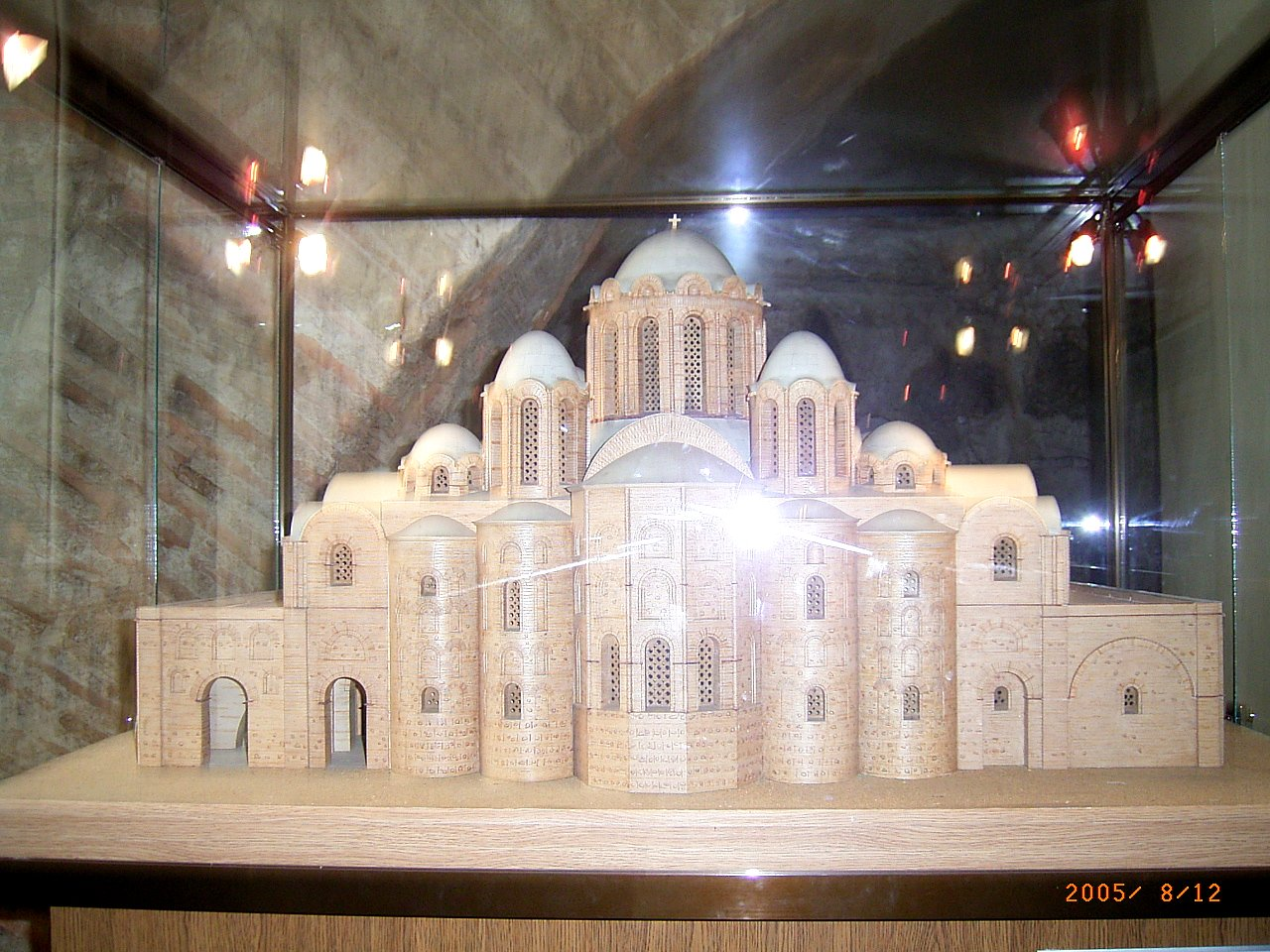
Reconstitution de la Cathédrale Sainte-Sophie de Kiev dans son aspect initial.
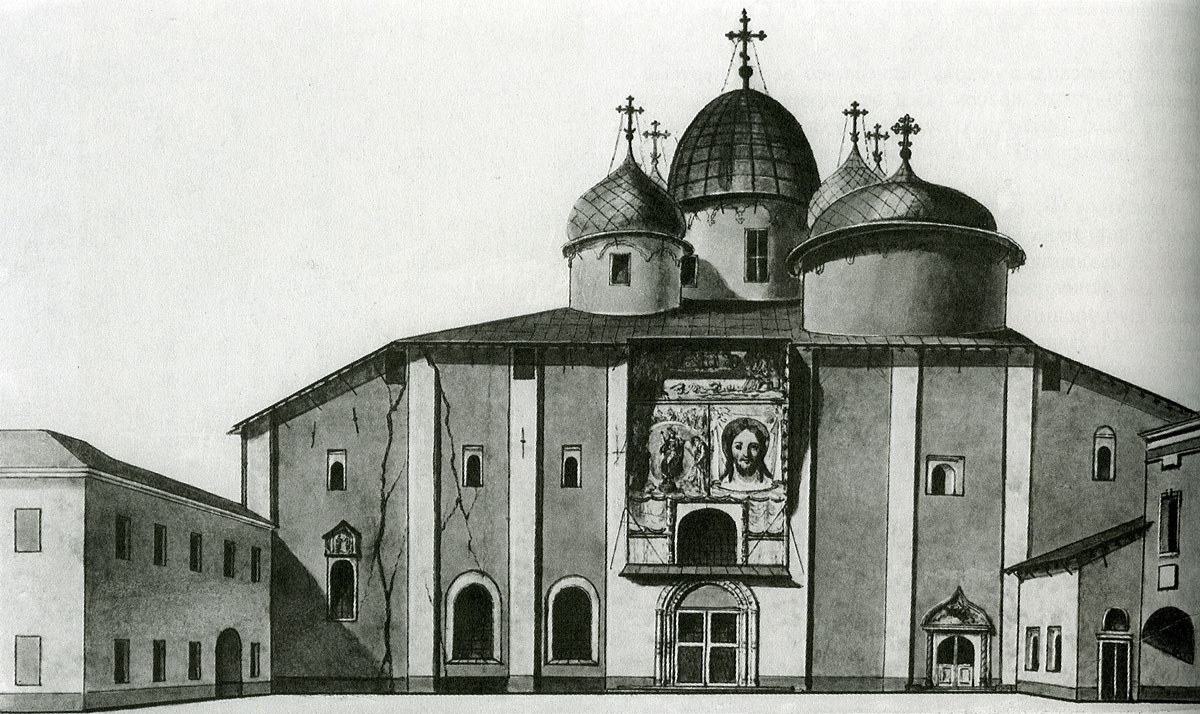
La cathédrale Sainte-Sophie de Novgorod avant sa restauration en 1830
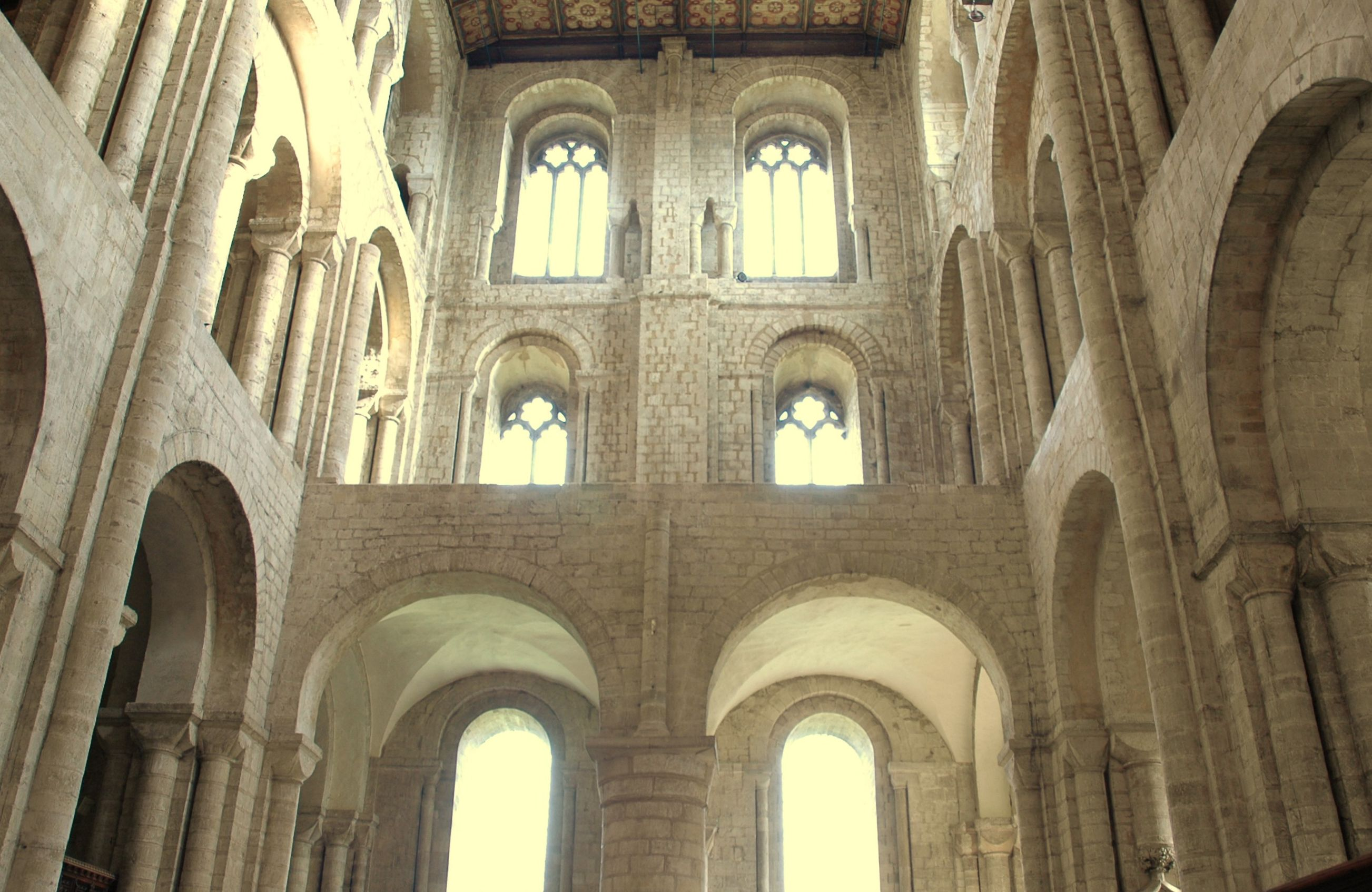
Transept de la cathédrale de Winchester
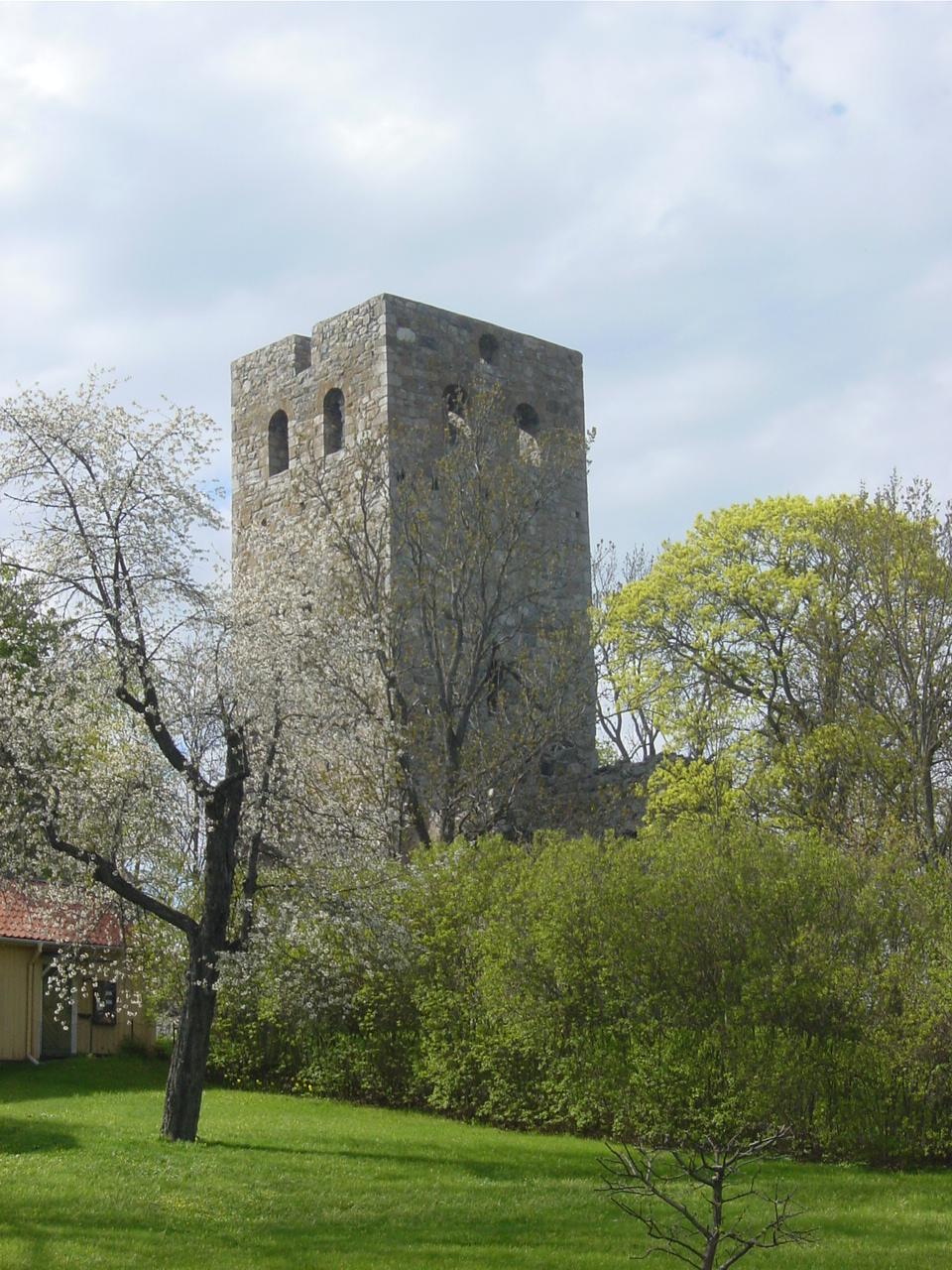
Ruines de Sankt Pers (sv).
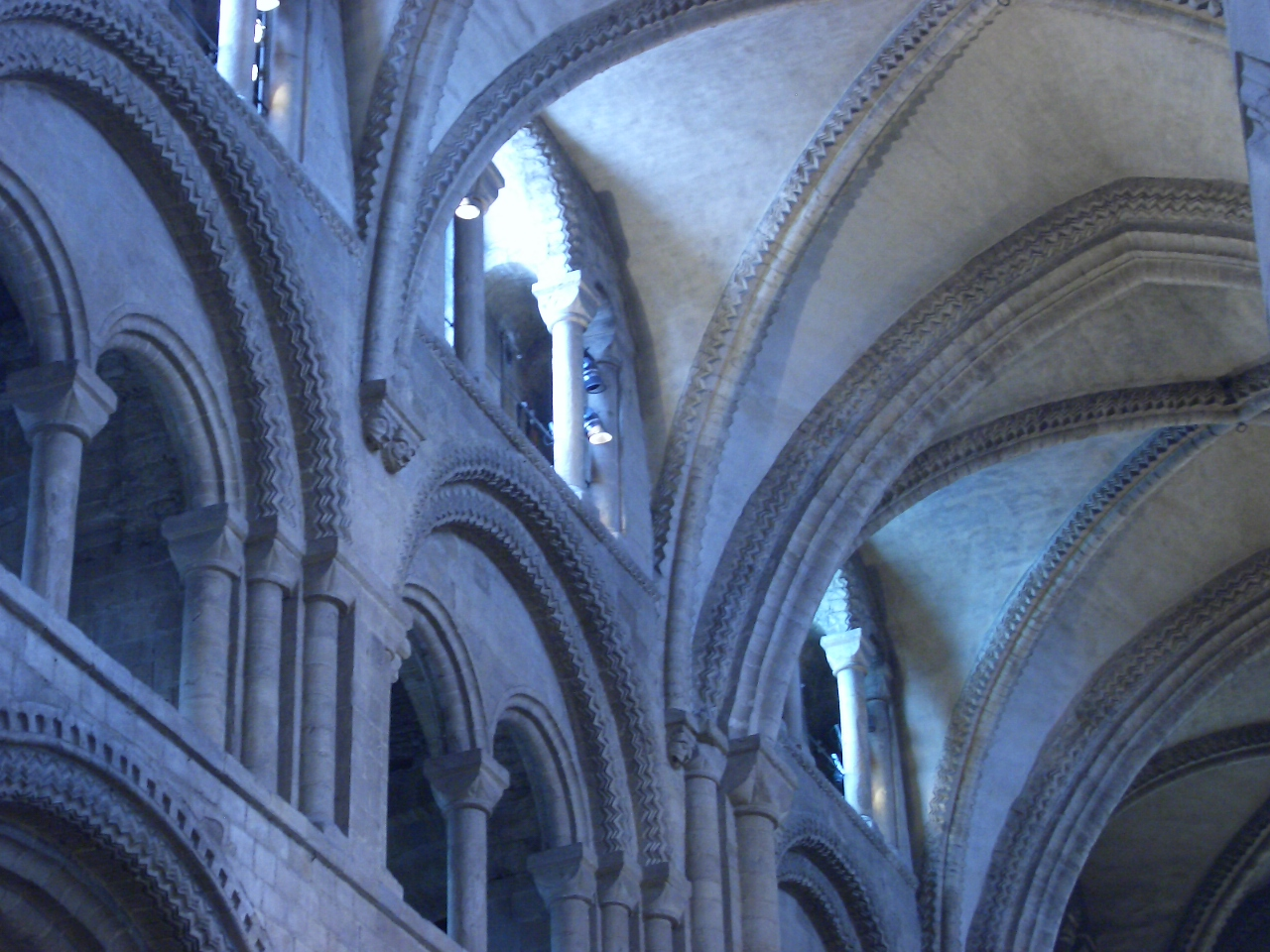
Intérieur de la cathédrale de Durham.
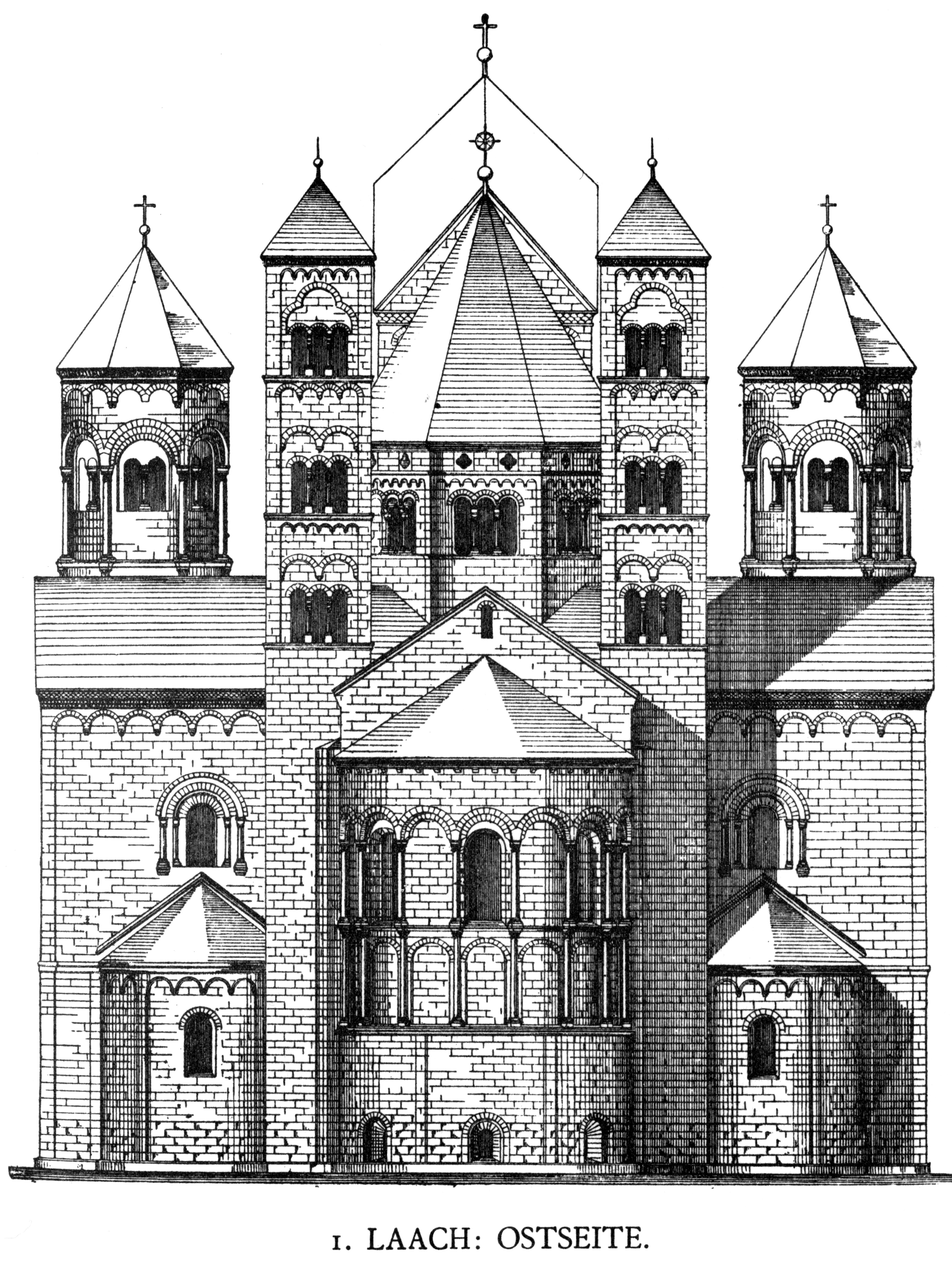
Façade Est de l'Abbaye de Maria Laach.